# Берутти, Артуро
Артуро Берутти (исп. Arturo Berutti; 14 марта 1858, Сан-Хуан — 3 января 1938, Буэнос-Айрес) — аргентинский оперный композитор конца XIX — начала XX века. Один из основоположников аргентинской профессиональной музыки.

## Биография
Сперва изучал право в Буэнос-Айресе. Благодаря музыкальному таланту, получив стипендию в 1884 году, отправился на учёбу в Европу. Музыкальное образование получил в Лейпцигской консерватории. Ученик Карла Райнеке и Саломона Ядассона. Совершенствовался в Париже (1889) и Милане (1890), где заинтересовался итальянской лирикой. Пребывание в Италии и знакомство с итальянской оперой оказали решающее влияние на А. Берутти.
С 1896 года жил в Буэнос-Айресе. Написал первую аргентинскую оперу «Пампа» (1897, Буэнос-Айрес), в которой ярко отразилось своеобразие аргентинской народной музыки.
А. Берутти принадлежат также оперы: «Вендетта» (1892, Верчелли), «Эванхелина» (1893, Милан), «Тарас Бульба» по Гоголю (1895, Турин), «Вупанки» (на сюжет легенды племени инков, 1899), «Кризе» (1902), «Ужасная ночь» (1905), «Герои» (1919, Буэнос-Айрес) и ряд музыкальных сочинений в других жанрах.
Итальянское влияние в его работах помешало их длительному присутствию на сцене в Аргентине, со временем они были полностью вытеснены операми, созданными на основе национального фольклора его родины.
В числе его учеников был Фелипе Боэро.